# Scraptia cingalensis
Scraptia cingalensis là một loài bọ cánh cứng thuộc họ Scraptiidae. Loài này được Champion mô tả khoa học năm 1916.